# Crawley (circonscription du Parlement britannique)
Circonscription parlementaire de la Chambre des communes
Pour les articles homonymes, voir Crawley (homonymie).
La circonscription de Crawley est une circonscription parlementaire britannique. Située dans le West Sussex, elle couvre l'intégralité du borough de Crawley.
Cette circonscription a été créée en 1983. Depuis 2010, elle est représentée à la Chambre des communes du Parlement britannique par Henry Smith, du Parti conservateur.

## Members of Parliament
| Élection | Élection | Membre          | Membre | Parti        |
| -------- | -------- | --------------- | ------ | ------------ |
|          | 1983     | Nicholas Soames |        | Conservateur |
|          | 1997     | Laura Moffatt   |        | Travailliste |
|          | 2010     | Henry Smith     |        | Conservateur |
|          | 2024     | Peter Lamb      |        | Travailliste |

## Élections

### Élections dans les années 2010
| Parti         | Parti                | Candidat             | Voix   | %    | ±     |
| ------------- | -------------------- | -------------------- | ------ | ---- | ----- |
|               | Conservateur         | Henry Smith          | 27,040 | 54,2 | +3.6  |
|               | Travailliste         | Peter Lamb           | 18,680 | 37,4 | -8.3  |
|               | Libéral Démocrate    | Khalil Yousuf        | 2,728  | 5,5  | +1.7  |
|               | Green                | Iain Dickson         | 1,451  | 2,9  | +2.9  |
| Majorité      | Majorité             | Majorité             | 8,360  | 16,8 | +11.9 |
| Participation | Participation        | Participation        | 49,899 | 67,2 | -1.2  |
|               | Conservateur retenir | Conservateur retenir | Swing  | +5.9 |       |

Le Brexit Party a annoncé Wayne Bayley comme leur candidat, mais il a été retiré dans le cadre de la décision du Brexit Party à l'échelle du Royaume-Uni de ne pas s'opposer aux candidats conservateurs en place.
| Parti         | Parti                | Candidat             | Voix   | %     | ±     |
| ------------- | -------------------- | -------------------- | ------ | ----- | ----- |
|               | Conservateur         | Henry Smith          | 25,426 | 50,6  | +3.6  |
|               | Travailliste         | Tim Lunnon           | 22,969 | 45,7  | +12.1 |
|               | Libéral Démocrate    | Marko Scepanovic     | 1,878  | 3,7   | +1.0  |
| Majorité      | Majorité             | Majorité             | 2,457  | 4,9   | -8.5  |
| Participation | Participation        | Participation        | 50,273 | 68,5  | +2.8  |
|               | Conservateur retenir | Conservateur retenir | Swing  | -4.25 |       |

Le Green Party annoncé que Richard Kail était leur candidat, mais il ne s'est pas présenté. UKIP également décidé de ne pas se porter candidat pour la première fois depuis 1997.
| Parti         | Parti                | Candidat             | Voix   | %    | ±     |
| ------------- | -------------------- | -------------------- | ------ | ---- | ----- |
|               | Conservateur         | Henry Smith          | 22,829 | 47,0 | +2.3  |
|               | Travailliste         | Chris Oxlade         | 16,303 | 33,6 | +1.3  |
|               | UKIP                 | Christopher Brown    | 6,979  | 14,4 | +11.5 |
|               | Libéral Démocrate    | Sarah Osborne        | 1,339  | 2,8  | -11.6 |
|               | Green                | Guy Hudson           | 1,100  | 2,3  | +1.0  |
| Majorité      | Majorité             | Majorité             | 6,526  | 13,4 | +2.3  |
| Participation | Participation        | Participation        | 48,550 | 65,7 | +0.4  |
|               | Conservateur retenir | Conservateur retenir | Swing  | +0.5 |       |

Le Christian Peoples Alliance annoncé Katherine Mills comme candidate, mais elle ne s'est pas présentée.
| Parti         | Parti                                   | Candidat                                | Voix   | %    | ±    |
| ------------- | --------------------------------------- | --------------------------------------- | ------ | ---- | ---- |
|               | Conservateur                            | Henry Smith                             | 21,264 | 44,8 | +5.8 |
|               | Travailliste                            | Chris Oxlade                            | 15,336 | 32,3 | −6.8 |
|               | Libéral Démocrate                       | John Vincent                            | 6,844  | 14,4 | −1.1 |
|               | BNP                                     | Richard Trower                          | 1,672  | 3,5  | +0.5 |
|               | UKIP                                    | Chris French                            | 1,382  | 2,9  | +0.7 |
|               | Green                                   | Phil Smith                              | 598    | 1,3  | N/A  |
|               | Justice Party                           | Arshad Khan                             | 265    | 0,6  | +0.1 |
|               | Indépendant                             | Andrew Hubner                           | 143    | 0,3  | N/A  |
| Majorité      | Majorité                                | Majorité                                | 5,928  | 12,5 | N/A  |
| Participation | Participation                           | Participation                           | 47,504 | 65,3 | +6.9 |
|               | Conservateur vainqueur sur Travailliste | Conservateur vainqueur sur Travailliste | Swing  | +6.3 |      |

### Élections dans les années 2000
| Parti         | Parti                                                | Candidat             | Voix   | %    | ±     |
| ------------- | ---------------------------------------------------- | -------------------- | ------ | ---- | ----- |
|               | Travailliste                                         | Laura Moffatt        | 16,411 | 39,1 | −10.2 |
|               | Conservateur                                         | Henry Smith          | 16,374 | 39,0 | +6.8  |
|               | Libéral Démocrate                                    | Rupert Sheard        | 6,503  | 15,5 | +2.8  |
|               | BNP                                                  | Richard Trower       | 1,277  | 3,0  | N/A   |
|               | UKIP                                                 | Ronald Walters       | 935    | 2,2  | −0.7  |
|               | Democratic Socialist Alliance - People Before Profit | Robin Burnham        | 263    | 0,6  | N/A   |
|               | Justice Party                                        | Arshad Khan          | 210    | 0,5  | −0.2  |
| Majorité      | Majorité                                             | Majorité             | 37     | 0,1  | -17.0 |
| Participation | Participation                                        | Participation        | 41,973 | 58,4 | +3.2  |
|               | Travailliste retenir                                 | Travailliste retenir | Swing  | −8.5 |       |

| Parti         | Parti                   | Candidat             | Voix   | %    | ±     |
| ------------- | ----------------------- | -------------------- | ------ | ---- | ----- |
|               | Travailliste            | Laura Moffatt        | 19,488 | 49,3 | −5.7  |
|               | Conservateur            | Henry Smith          | 12,718 | 32,2 | +0.4  |
|               | Libéral Démocrate       | Linda Seekings       | 5,009  | 12,7 | +4.5  |
|               | UKIP                    | Brian Galloway       | 1,137  | 2,9  | +2.2  |
|               | Monster Raving Loony    | Claire Staniford     | 383    | 1,0  | N/A   |
|               | Justice Party           | Arshad Khan          | 271    | 0,7  | +0.2  |
|               | Socialiste Travailliste | Karl Stewart         | 260    | 0,7  | N/A   |
|               | Socialiste Alliance     | Muriel Hirsch        | 251    | 0,6  | N/A   |
| Majorité      | Majorité                | Majorité             | 6,770  | 17,1 | −6.2  |
| Participation | Participation           | Participation        | 39,517 | 55,2 | −17.7 |
|               | Travailliste retenir    | Travailliste retenir | Swing  | −3.1 |       |

### Élections dans les années 1990
| Parti         | Parti                                   | Candidat                                | Voix   | %     | ±     |
| ------------- | --------------------------------------- | --------------------------------------- | ------ | ----- | ----- |
|               | Travailliste                            | Laura Moffatt                           | 27,750 | 55,1  | +14.7 |
|               | Conservateur                            | Josephine Crabb                         | 16,043 | 31,8  | −12.1 |
|               | Libéral Démocrate                       | Harold De Souza                         | 4,141  | 8,2   | −6.3  |
|               | Référendum                              | Ronald Walters                          | 1,931  | 3,8   | N/A   |
|               | UKIP                                    | Eric Saunders                           | 322    | 0,6   | N/A   |
|               | Justice Party                           | Arshad Khan                             | 230    | 0,5   | N/A   |
| Majorité      | Majorité                                | Majorité                                | 11,707 | 23,3  | N/A   |
| Participation | Participation                           | Participation                           | 50,417 | 72,9  | -6.3  |
|               | Travailliste vainqueur sur Conservateur | Travailliste vainqueur sur Conservateur | Swing  | +13.4 |       |

Cette circonscription a subi des changements de limites entre les élections générales de 1992 et 1997 et par conséquent, la variation de la part des voix est basée sur un calcul théorique.
| Parti         | Parti                | Candidat             | Voix   | %    | ±    |
| ------------- | -------------------- | -------------------- | ------ | ---- | ---- |
|               | Conservateur         | Nicholas Soames      | 30,204 | 48,8 | −0.7 |
|               | Travailliste         | Laura Moffatt        | 22,439 | 36,2 | +7.2 |
|               | Libéral Démocrate    | Gordon Seekings      | 8,558  | 13,8 | −7.7 |
|               | Green                | Mark Wilson          | 766    | 1,2  | N/A  |
| Majorité      | Majorité             | Majorité             | 7,765  | 12,6 | −7.9 |
| Participation | Participation        | Participation        | 61,967 | 79,2 | +2.1 |
|               | Conservateur retenir | Conservateur retenir | Swing  | −4.0 |      |

### Élections dans les années 1980
| Parti         | Parti                | Candidat             | Voix   | %    | ±    |
| ------------- | -------------------- | -------------------- | ------ | ---- | ---- |
|               | Conservateur         | Nicholas Soames      | 29,259 | 49,5 | +1.4 |
|               | Travailliste         | Paul Leo             | 17,121 | 29,0 | +2.8 |
|               | Social Démocratique  | David Simmons        | 12,674 | 21,5 | −4.2 |
| Majorité      | Majorité             | Majorité             | 12,138 | 20,5 | -1.4 |
| Participation | Participation        | Participation        | 59,054 | 77,1 | +0.7 |
|               | Conservateur retenir | Conservateur retenir | Swing  | −0.7 |      |

| Parti         | Parti                                  | Candidat        | Voix   | %    | ±   |
| ------------- | -------------------------------------- | --------------- | ------ | ---- | --- |
|               | Conservateur                           | Nicholas Soames | 25,963 | 48,1 | N/A |
|               | Travailliste                           | Leslie Allen    | 14,149 | 26,2 | N/A |
|               | Social Démocratique                    | Tom Forrester   | 13,900 | 25,7 | N/A |
| Majorité      | Majorité                               | Majorité        | 11,814 | 21,9 | N/A |
| Participation | Participation                          | Participation   | 54,012 | 76,4 | N/A |
|               | Conservateur vainqueur (nouveau siège) |                 |        |      |     |

## Sources
- Résultats élections, 2005 (BBC)
- Résultats élections, 1997 - 2001 (BBC)
- Résultats élections, 1997 - 2001 (Election Demon)
- Résultats élections, 1983 - 1992 (Election Demon)
- Résultats élections, 1992 - 2005 (Guardian)